# Leme (São Paulo)
Leme es un municipio brasileño del estado de São Paulo. Pertenece a la Región Metropolitana de Piracicaba, a la Región Geográfica Intermedia de Campinas y a la Región Geográfica Inmediata de Araras, ubicada al noroeste de la capital del estado, a aproximadamente 190 km de ella. Su población en 2022 era de 98.161 habitantes. Posee un área de 402,871 km².Se encuentra ubicado a la latitud 22º11'08" sur y longitud 47º23'25" oeste, a 619 metros sobre el nivel del mar. El municipio está formado por el distrito sede, y también incluye los barrios rurales Taquari, Taquari Ponte y Bairro Caju.

## Religión
El Cristianismo está presente en la ciudad de la siguiente manera:

### Iglesia Católica
La iglesia católica del municipio forma parte de la Diócesis de Limeira.

### Iglesia Protestante
En la ciudad están presentes las más diversas creencias evangélicas, principalmente pentecostales, incluidas las Asambleas de Dios de Brasil (la iglesia evangélica más grande del país), Congregación Cristiana, entre otras. Estas denominaciones están creciendo cada vez más en todo Brasil.